# Jánoshegy vasútállomás
Jánoshegy vasútállomás a Széchenyi-hegyi Gyermekvasút egyik állomása. Nevét Budapest legmagasabb pontjáról, a János-hegyről, illetve az azt magában foglaló városrészről (Jánoshegy) kapta. Az állomástól nem messze található a Libegő felső végállomása.

## Kapcsolódó állomások
A vasútállomáshoz az alábbi állomások vannak a legközelebb:
- Vadaspark megállóhely (Hűvösvölgy vasútállomás, Gyermekvasút)
- Virágvölgy vasútállomás (Széchenyihegy vasútállomás, Gyermekvasút)